# Rot-Zwergohreule
Der Rot-Zwergohreule (Otus gurneyi, Syn.: Mimizuku gurneyi) oder Rotohreule, gelegentlich auch Mondanao-Ohreule genannt, ist eine recht große, relativ kontrastreich gefärbte Eulenart aus der Familie der Eigentlichen Eulen (Strigidae). Sie stand längere Zeit in der monotypischen Gattung Mimizuku. Phylogenetische Studien aus den Jahren 1997 und 2011 zeigten jedoch, dass sie zur breitgefächerten Klade Otus gehört. Sie ist ein Endemit der Philippinen und dort auf die vier Inseln Mindanao, Dinagat, Siargao und Samar beschränkt, von Samar gibt es jedoch nur einen Nachweis. Die Art bewohnt den von Flügelfruchtgewächsen (Dipterocarpaceae) dominierten ursprünglichen tropischen Regenwald, Sekundärwald und auch Dipterocarpaceen-Wälder, denen selektiv Holz entnommen wurde. Über die Lebensweise der Rotohreule ist praktisch nichts bekannt. Sie wird von der IUCN aufgrund der schnell fortschreitenden Waldzerstörung als gefährdet ("vulnerable") eingestuft.

## Beschreibung

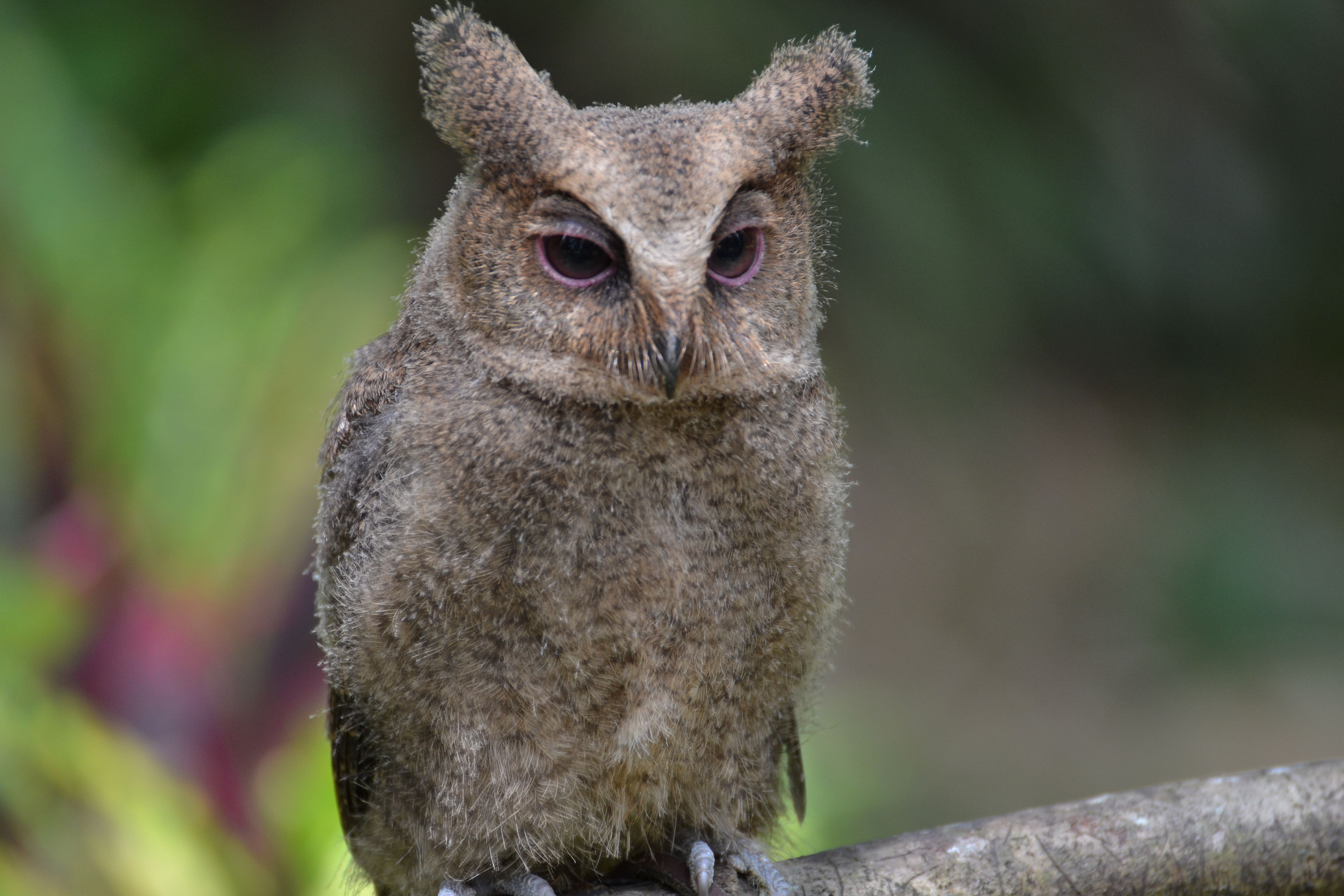
Juvenile Rot-Zwergohreule

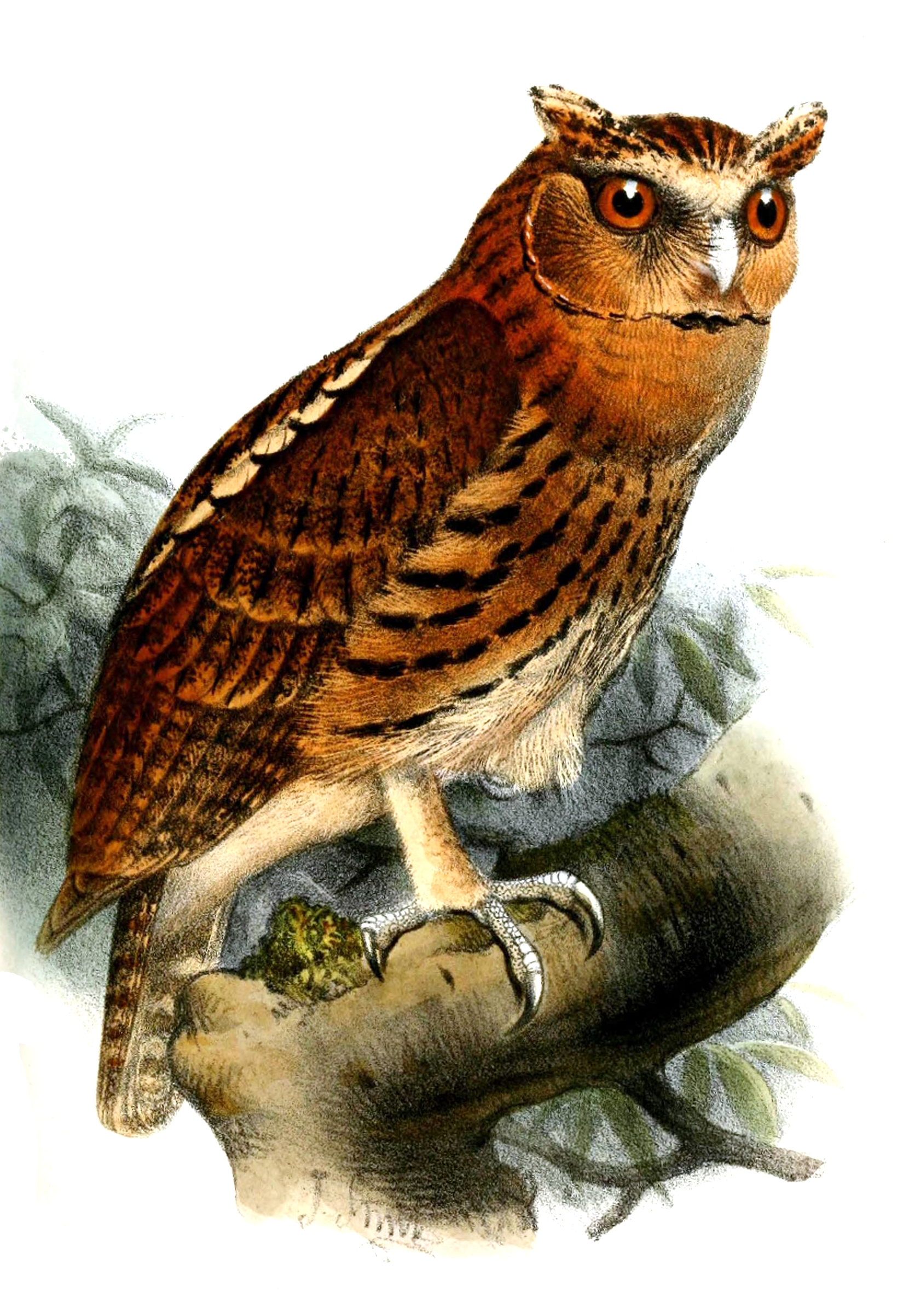
Rot-Zwergohreule, Illustration

Rot-Zwergohreulen sind recht große Eulen mit langen Federohren und kräftigen, bis zu den Zehenbasen befiederten Beinen und Zehen und großen Krallen. Die Körperlänge beträgt 30–35 cm, sie sind damit etwas kleiner als eine Waldohreule. Angaben zum Gewicht gibt es nicht. Die Geschlechter unterscheiden sich bezüglich der Färbung nicht, die Art zeigt jedoch einen deutlichen Geschlechtsdimorphismus zumindest bezüglich der Körpergröße. So haben Weibchen eine Flügellänge bis 274 mm, Männchen erreichen nur 217–242 mm. 
Die Färbung ist recht kontrastreich. Bei adulten Vögeln ist die Oberseite des Rumpfes dunkel rotbraun mit schwarzen Schaftstrichen. Die Außenfahnen der Schulterfedern sind weißlich beige mit schwärzlichen Säumen. Die Oberflügeldecken sind eher dunkelbraun und zeigen ebenfalls schwarze Schaftstriche. Schwingen und Schwanz sind hell beigebraun und dunkelbraun gebändert. Brust und Flanken zeigen auf blass rotbräunlichem Grund kräftige tropfenförmige oder ovale schwarze Flecken, der Bauch ist weiß und ungezeichnet. 
Die Augenbrauen sind breit weißlich, nach außen hin mehr beige; die Federohren sind rotbraun und schwarz gefleckt. Der Gesichtsschleier ist hell rötlich braun und mit schwarzen Flecken schmal eingefasst. Der übrige Kopf und der Hals sind wie die Rumpfoberseite dunkel rotbraun mit schwarzen Schaftstrichen. Der Schnabel ist grünlich gelb bis grauweiß. Die unbefiederten Zehen sind blass graubraun, die Krallen blass hornfarben mit schwarzen Spitzen. Die Iris ist braun. Das Aussehen der Jungvögel wurde bisher nicht beschrieben. Es werden keine Unterarten anerkannt.

## Lautäußerungen
Der Balz- und Reviergesang des Männchens ist eine Folge grollender, etwas melancholisch klingender Rufe, die in Abständen von 10 bis 20 Sekunden oft 5- bis 10-mal wiederholt werden und etwa wie „wuoohk wuoohk ...“ klingen. Die Einzelrufe fallen in der Tonhöhe jeweils ab. Weitere Rufe sind bisher nicht bekannt.

## Verbreitung und Lebensraum
Die Rot-Zwergohreule ist ein Endemit der Philippinen und dort auf die vier Inseln Mindanao, Dinagat, Siargao und Samar beschränkt, von Samar gibt es jedoch nur einen Nachweis. Das Gesamtverbreitungsgebiet umfasst etwa 108.000 km².
Sie bewohnt den von Flügelfruchtgewächsen (Dipterocarpaceae) dominierten primären- und sekundären Regenwald und auch Dipterocarpaceen-Wälder, denen selektiv Holz entnommen wurde. Die Tiere kommen vor allem im Flachland von Meereshöhe bis in Höhen von 670 m vor, gelegentlich bis 1300 m, nach König und Weick auch bis etwa 1500 m.

## Lebensweise
Die Art ist ausschließlich nachtaktiv. Die Nahrung ist unbekannt, sie besteht wahrscheinlich aus kleinen Wirbeltieren und größeren Insekten. Die Rufaktivität ist besonders zwischen Februar und Mai hoch. Die Brutbiologie ist völlig unbekannt. Bis heute ist kein Nest gefunden worden; Eier und Jungvögel sind daher ebenfalls unbekannt. 

## Bestand und Gefährdung
Gesicherte Angaben zur Größe des Weltbestandes gibt es nicht, BirdLife International gibt als sehr grobe Schätzung 2500–9999 geschlechtsreife Individuen an. Die IUCN geht von einem starken Bestandsrückgang und einer starken Fragmentierung der Restpopulation aus. Hauptgefährdung ist die rasche Zerstörung der Wälder im gesamten Verbreitungsgebiet. Bis 1988 ist die Waldfläche auf Mindanao auf 29 % der ursprünglich vorhandenen Fläche reduziert worden und auf Samar waren 1992 noch 724 km² geschlossenen Waldes erhalten. Für den größten Teil der verbliebenen Wälder wurden bereits Lizenzen für die Holznutzung oder für die Suche nach Bodenschätzen vergeben. Dinagat wurde durch illegale Rodungen und den Abbau von Chromit bereits fast völlig entwaldet. Die Rotohreule wird von der IUCN daher als „gefährdet“ (vulnerable) eingestuft.